# 假俭草
假俭草（学名：Eremochloa ophiuroides）是一种禾本科植物。

## 别名
爬根草、苏州草、蜈蚣草、小牛鞭草

## 形态
多年生低矮草本；具匍匐枝，多分枝。线形叶子，色绿透白。雌雄同株或异株，雄花序2～3枚，总状排列，雌花呈覆瓦状排列于穗轴一侧。种子少，成熟后脱落。

## 分布
广泛分布在中国南方广东、广西、贵州、江西、浙江、江苏等亚热带和沿海地区；东南亚一带也广泛分布。